# Drużynowe Mistrzostwa Polski na Żużlu 2012
Drużynowe Mistrzostwa Polski na Żużlu 2012 – 65. edycja drużynowych mistrzostw Polski, organizowanych przez Polski Związek Motorowy.

## ENEA Ekstraliga
Jest to pierwszy sezon od 1999 roku i od momentu utworzenia Ekstraligi żużlowej, kiedy w najwyższej klasie rozgrywkowej na żużlu w Polsce występuje 10 zespołów.

### Faza zasadnicza
| Poz. | Klub                             | M  | Pkt. | Z  | R | P  | Bon | +/−  |
| ---- | -------------------------------- | -- | ---- | -- | - | -- | --- | ---- |
| 1    | Azoty Tauron Tarnów              | 18 | 37   | 14 | 1 | 3  | 8   | +195 |
| 2    | Stal Gorzów Wlkp.                | 18 | 33   | 12 | 1 | 5  | 8   | +189 |
| 3    | Stelmet Falubaz Zielona Góra (m) | 18 | 30   | 10 | 3 | 5  | 7   | +59  |
| 4    | Unibax Toruń                     | 18 | 27   | 10 | 1 | 7  | 6   | +108 |
| 5    | Unia Leszno                      | 18 | 26   | 9  | 3 | 6  | 5   | +1   |
| 6    | Polonia Bydgoszcz (b)            | 18 | 19   | 8  | 1 | 9  | 2   | –17  |
| 7    | PGE Marma Rzeszów                | 18 | 17   | 6  | 2 | 10 | 3   | –82  |
| 8    | Dospel CKM Włókniarz Częstochowa | 18 | 14   | 4  | 2 | 12 | 4   | –115 |
| 9    | Betard Sparta Wrocław            | 18 | 12   | 5  | 1 | 12 | 1   | –148 |
| 10   | Lotos Wybrzeże Gdańsk (b)        | 18 | 10   | 4  | 1 | 13 | 1   | –190 |

### Faza półfinałowa
|           | Zespół 1.             |    | Zespół 2.                    | 1. runda | 2. runda |
| --------- | --------------------- | -- | ---------------------------- | -------- | -------- |
| Msc. 1-4  | Azoty Tauron Tarnów   | vs | Unibax Toruń                 | 48:42    | 45:45    |
| Msc. 1-4  | Stal Gorzów Wlkp.     | vs | Stelmet Falubaz Zielona Góra | 45:45    | 56:34    |
| Msc. 9-10 | Betard Sparta Wrocław | vs | Lotos Wybrzeże Gdańsk        | 52:38    | 39:50    |

### Faza finałowa
|          | Zespół 1.                    |    | Zespół 2.         | 1. runda | 2. runda |
| -------- | ---------------------------- | -- | ----------------- | -------- | -------- |
| Finał    | Azoty Tauron Tarnów          | vs | Stal Gorzów Wlkp. | 42:47    | 51:39    |
| Msc. 3-4 | Stelmet Falubaz Zielona Góra | vs | Unibax Toruń      | 40:50    | 49:41    |
| Baraż    | Betard Sparta Wrocław        | vs | GTŻ Grudziądz     | 39:51    | 60:30    |

### Tabela końcowa
| Poz. | Klub                             |
| ---- | -------------------------------- |
| 1    | Azoty Tauron Tarnów              |
| 2    | Stal Gorzów Wlkp.                |
| 3    | Unibax Toruń                     |
| 4    | Stelmet Falubaz Zielona Góra     |
| 5    | Unia Leszno                      |
| 6    | Polonia Bydgoszcz                |
| 7    | PGE Marma Rzeszów                |
| 8    | Dospel CKM Włókniarz Częstochowa |
| 9    | Betard Sparta Wrocław            |
| 10   | Lotos Wybrzeże Gdańsk            |

## I Liga

### Faza zasadnicza
| Poz. | Klub                       | M  | Pkt. | Z | R | P | Bon | +/−  |
| ---- | -------------------------- | -- | ---- | - | - | - | --- | ---- |
| 1    | Lechma Start Gniezno       | 10 | 17   | 6 | 1 | 3 | 4   | +37  |
| 2    | Lubelski Węgiel KMŻ Lublin | 10 | 15   | 5 | 0 | 5 | 5   | +50  |
| 3    | GTŻ Grudziądz              | 10 | 13   | 5 | 1 | 4 | 2   | +28  |
| 4    | SK Lokomotīve Dyneburg     | 10 | 11   | 5 | 0 | 5 | 1   | –20  |
| 5    | Orzeł Łódź                 | 10 | 10   | 4 | 0 | 6 | 2   | +5   |
| 6    | ŻKS Ostrovia Ostrów Wlkp.  | 10 | 9    | 4 | 0 | 6 | 1   | –100 |

### Faza finałowa
W fazie finałowej uwzględniono punkty zdobyte w fazie zasadniczej.
| Poz. | Klub                       | M  | Pkt. | Z  | R | P  | Bon | +/−  |
| ---- | -------------------------- | -- | ---- | -- | - | -- | --- | ---- |
| 1    | Lechma Start Gniezno       | 16 | 28   | 10 | 2 | 4  | 6   | +83  |
| 2    | GTŻ Grudziądz              | 16 | 24   | 9  | 2 | 5  | 4   | +39  |
| 3    | Lubelski Węgiel KMŻ Lublin | 16 | 23   | 8  | 0 | 8  | 7   | +85  |
| 4    | SK Lokomotīve Dyneburg     | 16 | 11   | 5  | 0 | 11 | 1   | –112 |

### Baraż
|       | Zespół 1.                 |    | Zespół 2.  | 1. runda | 2. runda |
| ----- | ------------------------- | -- | ---------- | -------- | -------- |
| Baraż | ŻKS Ostrovia Ostrów Wlkp. | vs | ROW Rybnik | 46:43    | 55:33    |

### Tabela końcowa
| Poz. | Klub                       |
| ---- | -------------------------- |
| 1    | Lechma Start Gniezno       |
| 2    | GTŻ Grudziądz              |
| 3    | Lubelski Węgiel KMŻ Lublin |
| 4    | SK Lokomotīve Dyneburg     |
| 5    | Orzeł Łódź                 |
| 6    | ŻKS Ostrovia Ostrów Wlkp.  |

## II Liga

### Faza zasadnicza
W dniu 16 czerwca 2012 drużyna KSM Krosno wycofała się z rozgrywek przez co zdecydowano, że wyniki meczów rundy rewanżowej z tą drużyną będą anulowane.
| Poz. | Klub                  | M | Pkt. | Z | R | P | Bon | +/− |
| ---- | --------------------- | - | ---- | - | - | - | --- | --- |
| 1    | Victoria Piła         | 9 | 12   | 5 | 0 | 4 | 2   | –29 |
| 2    | Speedway Wanda Kraków | 9 | 12   | 5 | 0 | 4 | 2   | –1  |
| 3    | ROW Rybnik            | 9 | 11   | 4 | 0 | 5 | 3   | +17 |
| 4    | Kolejarz Rawag Rawicz | 9 | 11   | 5 | 0 | 4 | 1   | +9  |
| 5    | Kolejarz Opole        | 9 | 8    | 3 | 0 | 6 | 2   | +9  |
| 6    | KSM Krosno            | 5 | 6    | 3 | 0 | 2 | 0   | –5  |

### Faza ćwierćfinałowa
Victoria Piła jako zwycięzca fazy zasadniczej automatycznie zakwalifikowała się do półfinału.
|          | Zespół 1.             |    | Zespół 2.             | 1. runda | 2. runda |
| -------- | --------------------- | -- | --------------------- | -------- | -------- |
| Msc. 2-5 | Speedway Wanda Kraków | vs | Kolejarz Opole        | 40:50    | 43:47    |
| Msc. 2-5 | ROW Rybnik            | vs | Kolejarz Rawag Rawicz | 27:63    | 52:38    |

### Faza półfinałowa
ROW Rybnik zakwalifikował się do półfinału jako lucky loser.
|          | Zespół 1.             |    | Zespół 2.      | 1. runda | 2. runda |
| -------- | --------------------- | -- | -------------- | -------- | -------- |
| Msc. 1-4 | Kolejarz Rawag Rawicz | vs | Kolejarz Opole | 39:51    | 52:36    |
| Msc. 1-4 | Victoria Piła         | vs | ROW Rybnik     | 33:57    | 50:40    |

### Finał
|       | Zespół 1.  |    | Zespół 2.             | 1. runda | 2. runda |
| ----- | ---------- | -- | --------------------- | -------- | -------- |
| Finał | ROW Rybnik | vs | Kolejarz Rawag Rawicz | 28:62    | 54:36    |

### Tabela końcowa
| Poz. | Klub                  |
| ---- | --------------------- |
| 1    | Kolejarz Rawag Rawicz |
| 2    | ROW Rybnik            |
| 3    | Victoria Piła         |
| 4    | Kolejarz Opole        |
| 5    | Speedway Wanda Kraków |
| 6    | KSM Krosno            |